# Hamatospiculum accipitris
Espèce
Hamatospiculum accipitris est une espèce de nématodes de la famille des Diplotriaenidae. Elle est parasite d'oiseaux.

## Hôtes
Hamatospiculum accipitris parasite l'Épervier d'Europe (Accipiter nisus) et l'Autour des palombes (Accipiter gentilis).

## Répartition
Cette espèce est connue d'hôtes venant du Japon.